# Regent (Rebsorte)
Der Regent ist eine teilresistente Rotweinsorte mit den Genorten Rpv3-1 gegenüber dem Falschen Mehltau (Plasmopara viticola) und Ren3/Ren9 gegenüber dem Echten Mehltau (Uncinula necator). Sie ist nach den so genannten alten französischen Hybriden die erste neue pilzwiderstandsfähige Rotweinsorte, die eine größere Verbreitung erlangt hat. Sie besitzt gegenüber den bedeutenden Mehltau-Pilzkrankheiten der Rebe eine erhöhte Widerstandskraft. Sie gehört derzeit zu den bedeutendsten pilzwiderstandsfähigen Qualitäts-Rebsorten weltweit und liefert farbintensive, kräftige Rotweine. Regent war Kreuzungspartner der Neuzüchtungen Artaban und Vidoc.

## Abstammung, Herkunft
Der Regent ist eine Neuzüchtung (1967 Kreuzung zwischen Diana (Silvaner x Müller-Thurgau) und Chambourcin) und erhielt erst 1995 die deutsche und im Jahr darauf die europäische Sortenzulassung sowie die Klassifizierung zur Qualitätsweinproduktion. Im Stammbaum sind die Wildarten Vitis aestivalis, Vitis cinerea, Vitis labrusca, Vitis lincecumii, Vitis riparia und Vitis rupestris sowie die Kulturform Vitis vinifera enthalten. Die Resistenz Rpv3-1 geht auf Vitis rupestris zurück. Die Ursprünge von Ren3 /Ren9 sind noch ungeklärt. Die Züchtung geht auf Gerhardt Alleweldt zurück und wurde am heutigen Julius Kühn-Institut (JKI) Institut für Rebenzüchtung Geilweilerhof entwickelt. Im Rahmen der Sortenschutzzulassung wurde 1995 die Sorte aufgrund ihrer taxonomischen Merkmale als Vitis vinifera eingestuft.
Der Wein der Sorte besitzt mit bis 300 mg/l einen hohen Anteil des Anthocyans Malvidin-3,5-Diglucosid, was die intensive Färbung des Weines erklärt. Aufgrund dieses Farbstoffes sind Verschnitte mit Regent oder anderen Sorten mit Malvidin-3,5-Diglucosid leicht nachweisbar.

## Ampelografische Sortenmerkmale
- Die Triebspitze ist offen und weißwollig behaart.
- Der Wuchs ist mittelstark bis stark. Die Sorte neigt kaum zur Geiztriebbildung.
- Das Blatt ist drei-, selten fünflappig, obere Seitenbucht mitteltief, untere Seitenbucht mäßig eingeschnitten, Oberseite blasig, kleine Blätter stellenweise bronziert und weißwollig behaart. Die Stielbucht ist lyrenförmig, offen bis überlappt,
- Die walzenförmige Traube ist selten geschultert, mittelgroß und etwas lockerbeerig. Die rundlichen bis ovalen Beeren sind klein bis mittelgroß und von dunkelblauer bis violettblauer Farbe. Der Saft der Beere ist leicht gefärbt.[2]

Reife: mittel (Mitte September) etwas früher als Dornfelder.
Ist eine Keltertraube, die auch als Tafeltraube geeignet ist.

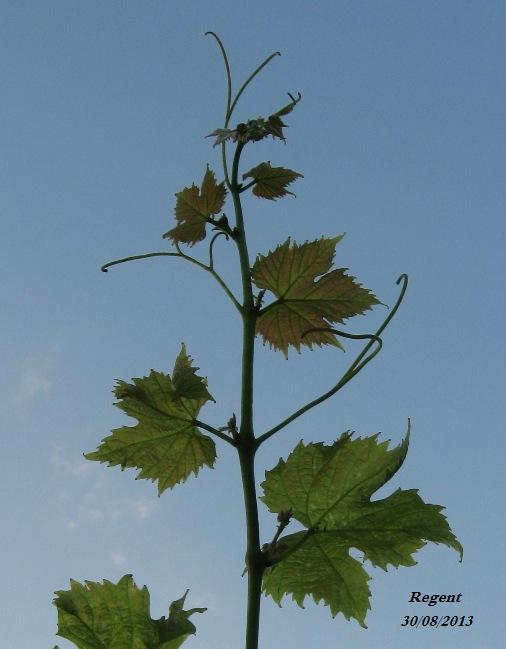
Triebspitze
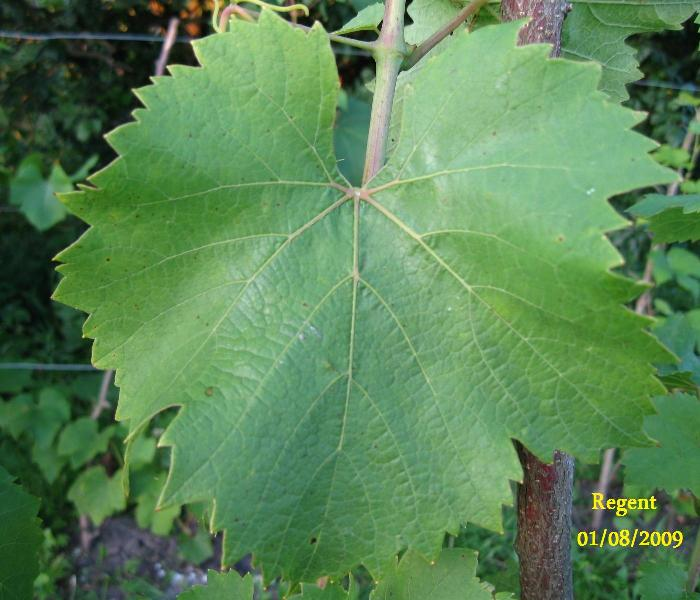
Blatt
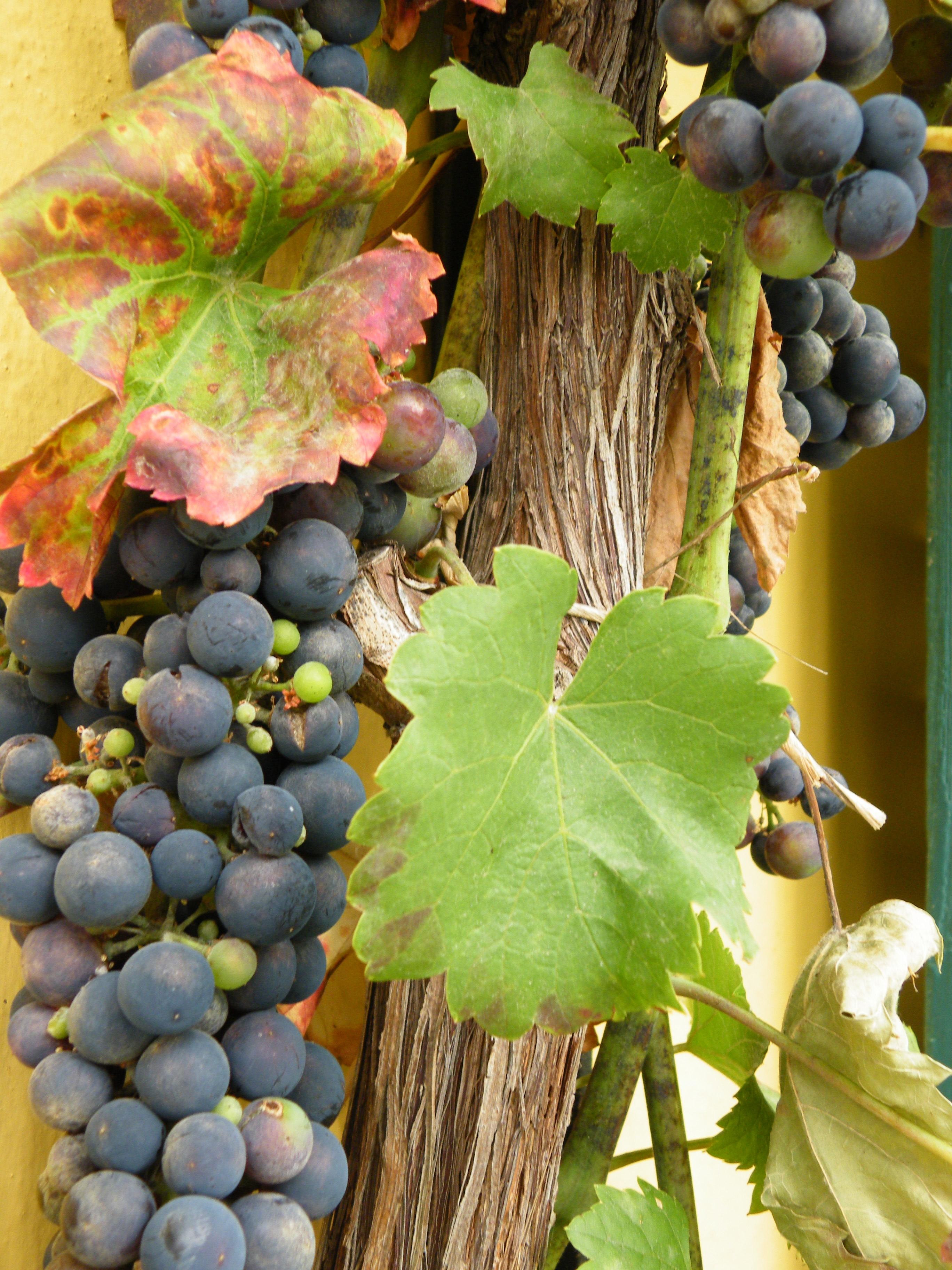
Traube und Blatt
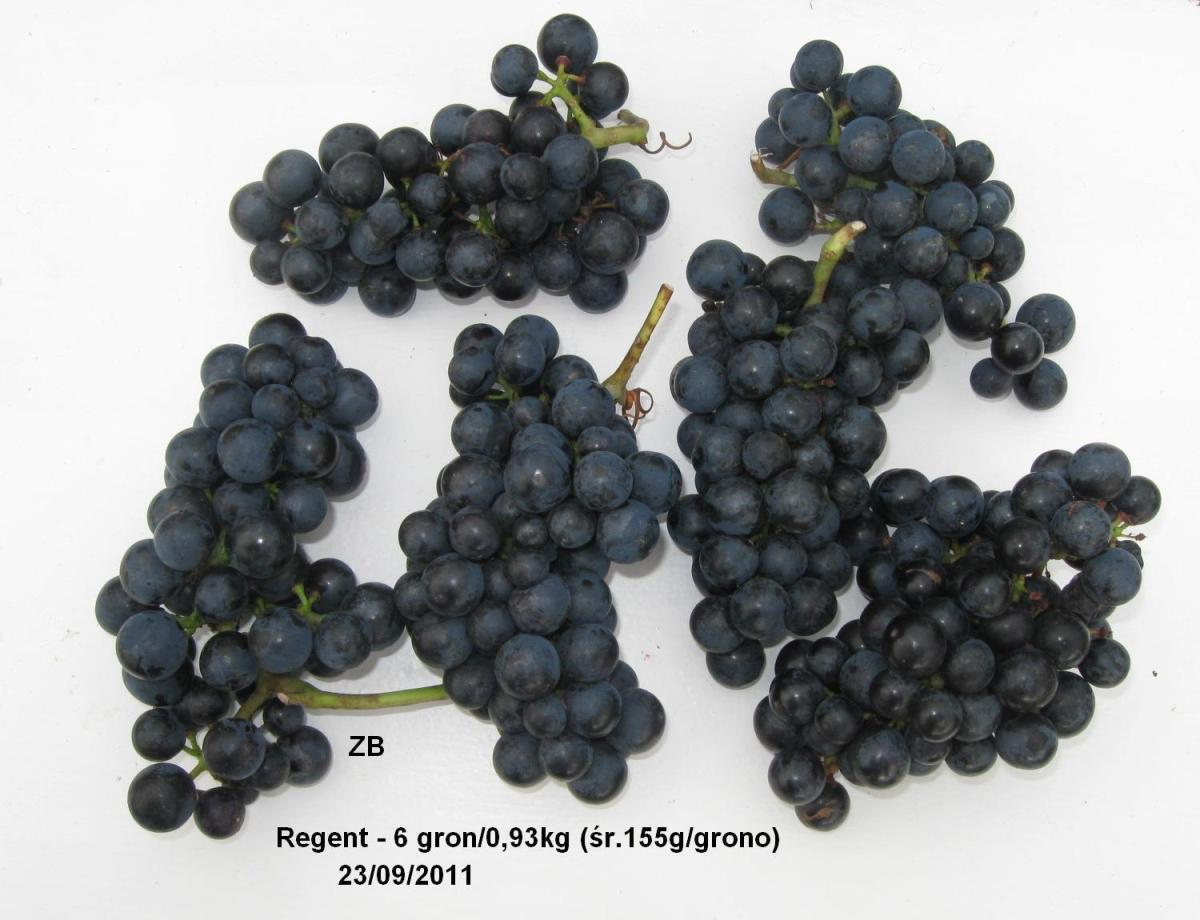
Trauben
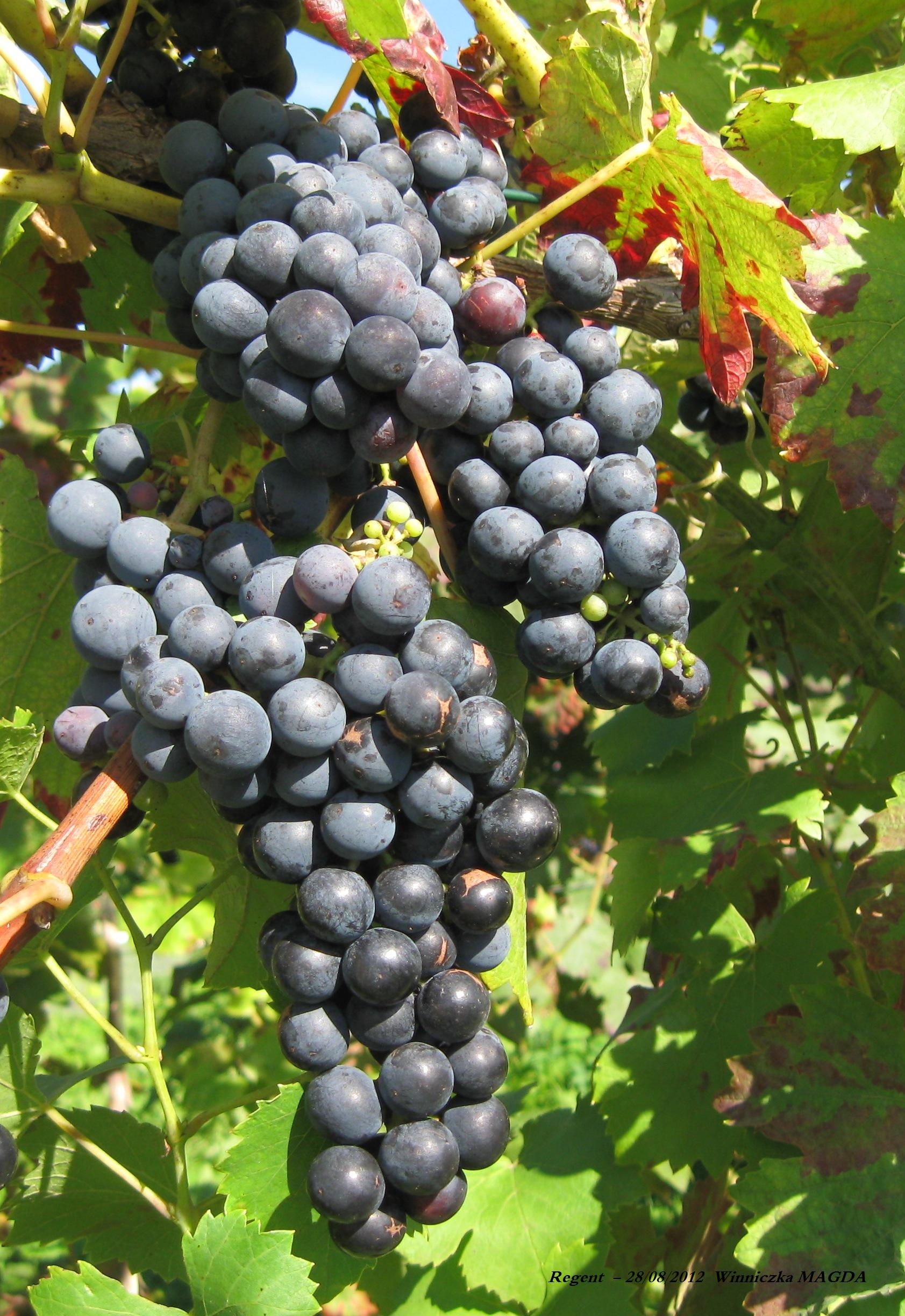
Trauben
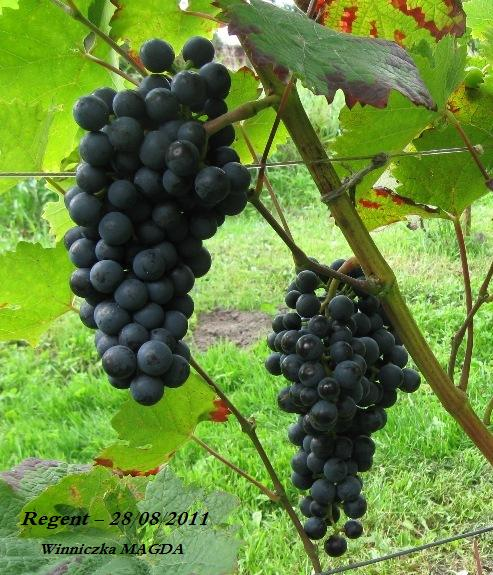
Trauben
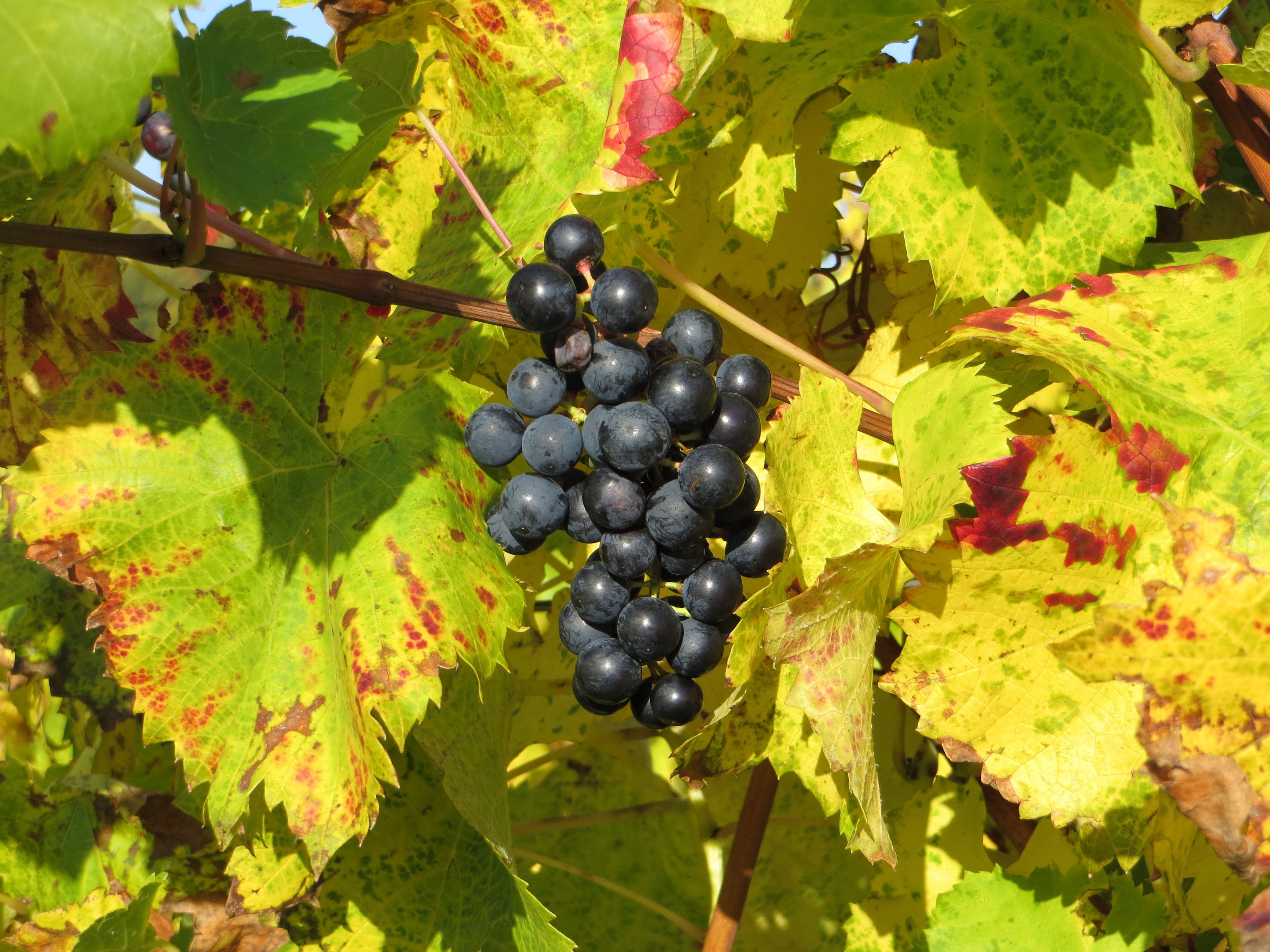
Trauben

## Eigenschaften, Standortansprüche
- Die Sorte treibt mittelfrüh aus und besitzt einen mittelstarken bis starken Wuchs.
- Bei häufigen Niederschlägen vor und um die Blütezeit besteht eine erhöhte Gefährdung gegen Gescheinsbotrytis. Die Widerstandsfähigkeit gegen Peronospora ist mittel, wobei das Blatt weniger resistent ist. Die Sorte benötigt reduzierten Pflanzenschutz wie andere pilzwiderstandsfähige Rebensorten auch. Gegen Oidium besteht eine gute Widerstandsfähigkeit. Keine Resistenz besteht gegen Schwarzfäule, Roter Brenner und Phomopsis. Die Botrytiswiderstandsfähigkeit ist aufgrund der lockeren Traube relativ hoch, sollte jedoch nicht ausgereizt werden. Bei ersten Botrytis-Symptomen sind die Trauben unverzüglich zu lesen, ansonsten kann innerhalb kurzer Zeit starker Botrytisbefall zum Verlusts der Trauben führen. Bei Überreife fallen die Beeren leicht ab. Gegen Winterfrost zeigt sich die Sorte widerstandsfähig.
- Im Anbau kommt Regent nicht ganz ohne Einsatz von Pflanzenschutzmitteln aus, der Aufwand kann jedoch jahrgangsabhängig um bis zu bis 70 % gesenkt werden. Man spricht daher auch nicht mehr von einer pilzresistenten Rebsorte, sondern von einer „pilzwiderstandsfähigen“, abgekürzt „PiWi“.

## Ertrag
Der Sortenertrag liegt zwischen Spätburgunder und Blauen Portugieser bei einem Mostgewicht von 80 bis 85 °Oechsle in guten Lagen.

## Verbreitung
Deutschland besitzt die größte Anbaufläche mit 1.754 ha. Die größte Verbreitung hat er mit 3,0 % an der Ahr. Kleinere Flächen gibt es in der Schweiz (38,1 ha), Belgien, England (25,7 ha), Italien (0,9 ha), Österreich, Rumänien (1 ha), USA (2,4 ha) und Ungarn (4,2 ha). Weltweit gibt es eine Anbaufläche im Jahr 2016 von 2192 ha. 2017 sind es knapp 1974 Hektar.

### Deutschland
| Anbaugebiet            | Fläche ha |
| Deutschland            | 1917      |
| Rheinland-Pfalz        | 1452      |
| Rheinhessen            | 698       |
| Pfalz                  | 580       |
| Nahe                   | 95        |
| Mosel                  | 57        |
| Ahr                    | 19        |
| Mittelrhein            | 3         |
| Baden-Württemberg      | 282       |
| Württemberg            | 60        |
| Baden                  | 224       |
| Bayern                 | 138       |
| Franken                | 135       |
| Hessen                 | 10        |
| Hessische Bergstrasse  | 6         |
| Rheingau               | 3         |
| Neue Bundesländer      | 24        |
| Saale-Unstrut          | 18        |
| Sachsen*               | 11        |
| Brandenburg            | 5         |
| Mecklenburg-Vorpommern | 2         |

| Jahr      | 1966  | 2006  | 2009  | 2015  |
| --------- | ----- | ----- | ----- | ----- |
| Fläche ha | 00011 | 02183 | 02122 | 01917 |

## Wein
Der Wein ist tiefrot, farbkräftig, körperreich, gerbstoffbetont mit Aromen nach Kirschen. Die Sorte gewinnt durch Holzfassausbau. Als Rosé ausgebaut liefert er vollmundige Weine. Regent ist auch ein guter Verschnittpartner in einer Cuvée. Im Vergleich zu fast allen anderen Rotweinsorten ist der Gehalt des Rotweinfarbstoffes Malvidin überdurchschnittlich hoch. Somit lässt ein hoher Malvidingehalt in Rotweinen eventuell Rückschlüsse auf einen Verschnitt mit der Rebsorte Regent zu.

## Synonyme
Keine Synonyme; Zuchtnummern: Geilweilerhof 67-198- 3, Gf. 67-198- 3

## Regent-Preis
Seit 2009 wird der Regent-Preis des Julius Kühn-Instituts als Weinwettbewerb anerkannt. Winzer haben zweimal jährlich die Möglichkeit, Qualitätsweine der Rebsorte für den internationalen Wettbewerb einzureichen um die Qualitätsauszeichnung in Gold, Silber und Bronze zu erhalten. Im ersten Jahr wurde der Preis in Gold insgesamt 20 mal vergeben.

## Sonstiges
Regent ist eine Elternsorte von Reberger und Calandro.